# Adiantum proliferum
Adiantum proliferum är en kantbräkenväxtart som beskrevs av William Roxburgh. Adiantum proliferum ingår i släktet Adiantum och familjen Pteridaceae. Inga underarter finns listade.